# 西山栄一 (アナウンサー)
西山 栄一（にしやま えいいち）は、男性競輪実況アナウンサー。東京電設工業所属。同じ会社に勤める藤崎俊明とほぼ同年代である。

## 来歴
家の近くに競輪場（京王閣）があり、「あの中で何をやっているのか」と、子どもの頃から興味があったという。
1996年4月、学習塾の塾長を辞めて、ラジオたんぱ（2003年からラジオNIKKEIと愛称変更）の「レースアナウンサー講座」を受講（1期生）。期間は半年間。講師に競輪実況を誉められ、その講座がきっかけで東京電設工業に入社することになった。
初めての実況は取手競輪場だったという。
「よく見てやろう」という気持ちでレース実況に臨んでいるという。

## 担当する競輪場
- 川崎競輪場、西武園競輪場、大宮競輪場(川崎のみ専属、西武園と大宮は不定期)
- 東京電設工業が管理する競輪場において臨時で実況を担当する場合もある。